# Miriam Blasco
Miriam Blasco Soto (12 de dezembro de 1963) é uma judoca e política espanhola. Foi a primeira atleta espanhola a conquistar uma medalha nos Jogos Olímpicos de Verão e a primeira a ser campeã olímpica, conquistando o ouro em 1992.

## Biografia
Nasceu e viveu até a juventude em Valladolid. Sua família era ligada ao esporte: seu pai era professor de Educação Física e sua mãe tinha uma loja de esportes. Os nove irmãos tiveram que se inscrever em algum esporte "então a coisa do judô era quase como uma loteria", explicou em entrevista.
Quando o pai se aposentou, toda a família mudou-se para Madrid, mas Miriam decidiu mudar-se para Alicante por motivos sentimentais e onde considerava que a situação era mais favorável para a prática do judô. Em Alicante estudou Magistério e deu aulas.

## Carreira esportiva
Em 31 de julho de 1992, tornou-se a primeira atleta espanhola a conquistar a medalha de ouro nos Jogos Olímpicos, em Barcelona, abrindo as portas para o quadro de medalhas feminino espanhol. No dia seguinte, Almudena Muñoz também conquistou o ouro e nas mesmas Olimpíadas também conquistaram medalhas a seleção feminina de hóquei sobre a grama e Theresa Zabell.
Participou dos Jogos de 1992, obtendo a medalha de ouro na categoria peso leve. A judoca dedicou o ouro dos Jogos ao seu treinador, Sergio Cardell, que faleceu pouco antes do evento em um acidente de moto. Ela também ganhou duas medalhas no Campeonato Mundial de Judô em 1989 e 1991, e cinco medalhas no Campeonato Europeu de Judô entre 1988 e 1994.
Em 1996, participou dos Jogos de 1996 como técnica, onde levou suas alunas Isabel Fernández e Yolanda Soler ao bronze.

## Carreira política
Depois de abandonar a vida desportiva, foi comentadora da Televisión Española nos Jogos de 2000 e entrou na política pelo Partido Popular, sendo eleita senadora por Alicante nas Eleições Gerais de 2000, 2004 e 2008 e deputada de 2011 a 2015. Foi membro da Comissão Feminina do Comitê Olímpico Espanhol e Presidente da "Comissão Especial sobre a situação dos atletas em final de carreira esportiva". Atualmente dedica-se ao voluntariado e mantém o seu compromisso com a promoção da mulher no desporto.